# Kronisk myeloisk leukemi
Den här artikeln är helt eller delvis baserad på material från engelskspråkiga Wikipedia, Chronic myelogenous leukemia, 1 december 2011.
Kronisk myeloisk leukemi (KML) är en typ av leukemi (blodcancer) som karakteriseras av en uttalad granulocytos i blodet och en kraftig dominans av vita blodkroppar, granulocytopoes, i benmärgen. Ungefär 85 personer per år diagnostiseras med KML i Sverige. Medianåldern för insjuknande i KML är 59 år. Cirka 10 procent är under 20 år vid diagnostisering.  
Vid KML sker en förflyttning av en del av en kromosom till en annan. Den defekta kromosom 22 kallas Philadelphiakromosom. En onkogen (ABL) kopplas ihop med en annan gen (BCR).
Sjukdomen är kronisk och behöver livslång behandling som ger goda chanser till normal livslängd. Obehandlad är sjukdomen dödlig inom ett par år.

## Symtom
Patienten har oftast diffusa eller inga symtom. Inte sällan upptäcks KML i förbigående hos en asymtomatisk patient då man ser onormala blodvärden - en ökad mängd vita blodkroppar ofta kombinerat med ett lågt antal röda blodkroppar. Det är initialt viktigt att utesluta att det finns annan orsak till de onormala värdena, leukocytosen, som stress eller en infektion. Symtom vid KML är framförallt skelettömhet, trötthet, viktnedgång, svettningar och ibland feber. Förstorad mjälte kan leda till fyllnadskänsla eller buksmärtor. Även yrsel, syn- och hörselnedsättning samt blödningar kan förekomma.

## Diagnos
Vid en mikroskopisk undersökning av blod och benmärgsprov ser man vid KML ett ökat antal myelioda celler av alla typer, inklusive mogna granulocyter. Det förekommer också förstadium till vita blodkroppar i blodet, vilka normalt hör hemma i benmärgen hos en frisk person. En kraftig ökning av antalet vita blodkroppar och förstadier till vita blodkroppar ses också i benmärgen.
Vid KML ser man ökat antal granulocyter av alla typer, inklusive mogna myeloida celler. Även basofiler. Skillnaden mellan KML och kronisk lymfatisk leukemi (KLL) är att KML har ett onormalt högt antal granulocyter. Orsaken till detta är att benmärgen producerar för många granulocyter, vilket leder till att den normala blodbildningen slås ut. Detta leder till att patienten drabbas av anemi, på grund av brist på funktionella röda blodkroppar (erytrocyter), infektioner på grund av brist på T- och B-celler och blödningar på grund av störd produktion av trombocyter, så kallade blodplättar. De omogna cellerna stannar kvar i benmärgen tills de mognat, därav blockeringen av producering av nya friska celler.

## Sjukdomsmekanism

Translokation av kromosom 9 och 22 som ger upphov till en Philadelphiakromosom.

KML är direkt kopplad till förekomsten av Philadephiakromosomen, en defekt kromosom 22 där ABL-genen från kromosom 9 genom translokation fäst sig vid BCR-genen på kromosom 22.
Den defekta kromosomen producerar ett enzym (Tyrosinkinas) som hindrar kroppens signaler att stoppa produktionen av vita blodkroppar. Följden blir att de vita blodkropparna skadas och förökar sig ohämmat. De skadade blodkropparna konkurrerar ut friska celler i benmärgen och blodet.
Sjukdomen har tre faser – kronisk fas, accelererad fas och blastkris. Cirka 90 procent av patienterna upptäcks i den kroniska fasen. En effektiv behandling insatt i den kroniska fasen kan förhindra att sjukdomen övergår i de senare mer svårbehandlade faserna.
Övergången från kronisk fas till blastkris kallas accelererad fas och ger en ökad mängd symtom som trötthet, viktnedgång och skelettsmärtor. Objektiva fynd i den accelererade fasen kan vara fler kromosomförändringar, anemi (brist på röda blodkroppar), ökat antal blastceller (förstadier till blodceller), i blodet.

## Epidemiologi
KML är en ovanlig cancersjukdom. I Sverige drabbas cirka 85 personer per år. Ungefär hälften är över 59 år vid diagnos. Tio procent av de som drabbas är under 20 år.
Sjukdomen är något vanligare bland män än kvinnor.
Någon direkt orsak till uppkomsten av KML är inte känd. Personer som exponerats för höga doser jonisk strålning har en något större benägenhet att utveckla KML.

## Behandling
Läkemedelsbehandlingen av KML kan delas upp i två typer:
- Symtomlindrande behandling av sjukdomen består av cytostatika i tablettform eller genom interferoninjektioner.

- Tumörreducerande behandling som syftar till att kraftigt reducera eller helt eliminera tumörcellerna. Behandlingen består av så kallade tyrosinkinashämmare i tablettform. Behandlingens mål är att förhindra att den kroniska fasen övergår i ett mer akut läge, så kallad blastkris. Med medicinsk behandling reducerar man antalet leukemiceller.

Patienter med ett extremt högt antal vita blodkroppar förbehandlas ibland med leukafares där de vita blodkropparna filtreras bort ur blodet.
Behandlingen av KML har avsevärt förbättrats sedan den första bromsmedicinen, en tyrokinashämmare, introducerades vid millennieskiftet. Tyrokinashämmarna, TKI, blockerar det felaktiga protein som produceras av leukemicellerna. 
Det finns tre tyrokinashämmare mot KML som är godkända av Läkemedelsverket, Glivec (imatinib), Sprycel (dasatinib) och Tasigna (nilotinib) för behandling av nydiagnostiserade patienter med KML. 
Två av dessa, Glivec och Tasigna, är godkända av Tandvårds- och läkemedelsförmånsverket (TLV) och ingår i högkostnadsskyddet för behandling av nydiagnostiserad KML.
Svenska KML-gruppens arbetsgrupp för nationella behandlingsriktlinjer konstaterar 2012-01-12 att det för närvarande finns två effektiva och väl tolererade läkemedel godkända av både LMV och TLV för behandling av patienter med nyupptäckt KML i kronisk fas. Av dessa ger Tasigna under de första behandlingsåren, en snabbare och djupare reduktion av antalet leukemiceller än Glivec, vilket tycks medföra en något minskad risk för sjukdomsprogression. Ett djupare svar kan också innebära att framtida möjligheter att helt avsluta alternativt göra uppehåll i behandlingen ökar. Mot detta kan vägas att erfarenheterna kring långtidseffekter och långtidssäkerhet ännu är störst för Glivec. Sammantaget anser KML-gruppen att bägge läkemedlen utgör fullgoda behandlingsalternativ vid nydiagnostiserad KML i kronisk fas, men att för patienter i hög eller intermediär riskgrupp, för vilka progressionsrisken är högre, bör nilotinib övervägas i första hand. I den mån Glivec väljs som initial behandling vill KML-gruppen betona vikten av att tidig utvärdering med görs. Nyligen publicerade oberoende studier har visat att patienter som efter 3 månaders behandling med Glivec uppvisar BCR/ABL1 10 procent på internationella skalan (cirka 25 procent av patienterna) har en sämre långtidsöverlevnad. I dessa fall bör byte till andra generationens TKI övervägas.
Biverkningarna av tyrokinashämmare är måttliga och ofta övergående, men de har litet olika verkningsmekanismer och därmed också olika biverkningsprofiler.
Den enda behandling som man anser helt bota KML är benmärgstransplantation. Då transplantation är förenat med stora risker är det endast ett fåtal patienter som är aktuella för sådan behandling.
Benmärgstransplantation kan delas upp i två olika grupper:
- Allogen benmärgstransplantation innebär att blodbildande celler överförs från en lämplig givare. Målet är att patienten ska återfå sin förmåga att skapa friska celler. Av de patienter som genomgår denna typ av transplantation blir 60-70 procent sjukdomsfria efter 5 års uppföljning.[2]
- Autolog benmärgstransplantation innebär att man använder patientens egen benmärg sedan patienten först genomgått intensiv cellgiftsbehandling. Transplantation av denna typ förlänger överlevnaden men nästan alla patienter får återfall med tiden.[11] Autolog benmärgstransplantation används numera inte vid KML.

## Prognos
Sjukdomen kan delas i tre perioder: Kronisk, accelererad och blastkris. Vid blastkris förändras sjukdomen och blir svårbehandlad. Om man inte har Philadelphiakromosom är prognosen sämre. Med dagens behandlingsmetoder är prognosen för överlevnad mycket god. De flesta patienter kan leva ett normalt liv.